# M10 GMC Wolverine
Az M10, az M4 Sherman harckocsi alvázára tervezett második világháborús páncélvadász volt, melyet 3"-es (76.2 mm) M7-es páncéltörő löveggel szereltek fel. 
Szemben a német és angol eljárásokkal az USA hadereje az ú.n. tank-romboló eljárásban (Tank destroyer doctrine) látta a megoldást a korszerű, mozgékony háborúk megvívására. E szerint a közepes harckocsik (M3, M4) feladata a gyalogság támogatása és az ellenség védelmi létesítményeinek (géppuskafészkek, bunkerek, beásott gyalogság, stb.) támadása volt. Ezért harckocsijaik a németeknél sokkal "tarackosabb" rövid-csövű, kevésbé a páncéltörésre optimalizált lövegekkel voltak ellátva és vékonyabb főpáncéllal bírtak, cserében tömegben lehetett őket gyártani. A harckocsik leküzdése az önálló harckocsiromboló zászlóaljak feladata volt, melyben speciális, a harckocsik leküzdésére tervezett járművek szolgáltak, sajátosan erre képzett legénységgel. E zászlóaljakban minden század saját felderítő egységekkel bírt, amelyek a kettesével párba osztott tankrombolókat irányították, amelyek így meglepetésszerűen tudtak lecsapni az ellenséges tankokra és el tudtak szakadni, mire az ellenség válaszolhatott volna. A cél az volt, hogy az ellenséges páncélosokat lehetőleg oldalról tudják támadni, ezért szemből csak APDS lőszerrel vehették fel a harcot a német és Koreában a nehéz szovjet harckocsikkal.Tehát téves az a felfogás amely a Sherman harckocsit hátrányos képességű járműnek tartja a páncélvastagság és a páncéltörő-képesség terén, hisz feladatát tekintve inkább a Pz IV ausf.F1, Pz III ausf.N és a StuG III, illetve a Churchill harckocsik feladatkörét látta el terv szerint. Míg a páncéltörés az M10, M18 és M36 feladata volt.
A tévhitekkel ellentétben az a módszertan azért volt hatékony, mert míg a 90 mm M2, 8,8 cm Pak 43 vagy az Ordnance QF 17 nehezen mozgatható és hosszan tűzkészültségbe helyezhető nehéz vontatott páncéltörő lövegeket (és vontatójukat) az ellenség néhány lövés leadása után egyszerűen aknavetőkkel kilőtte, addig az önjáró, mobilis (M18, Marder III) és a tankoknál lehetőleg kisebb méretű harcjárművek (StuG III, Kanonenjagdpanzer) igen hatékonynak bizonyultak. Ez az "üss és fuss" taktika a tankoktól eltérő kialakítású járműveket igényelt. Nagyobb mozgékonysággal, jó megfigyelőképességgel és jobb páncéltörő ágyúkkal. Ezért jellemzőjük a nyitott torony (megfigyelés), a gyenge géppuskafegyverzet (nem támadt gyalogságra) és a nagyobb sebesség, cserében vékonyabb páncélzat.
Összesen 6706 db-ot gyártottak belőle.

## Fordítás
- Ez a szócikk részben vagy egészben  a   M10 tank destroyer című angol Wikipédia-szócikk fordításán alapul.  Az eredeti cikk szerkesztőit annak laptörténete sorolja fel. Ez a jelzés csupán a megfogalmazás eredetét és a szerzői jogokat jelzi, nem szolgál a cikkben szereplő információk forrásmegjelöléseként.